# NGC 31
NGC 31 è una galassia a spirale situata nella costellazione della Fenice. È stata scoperta il 28 ottobre 1834 dall'astronomo inglese John Herschel. Nella sequenza di Hubble viene classificata come SB(rs)cd, indicando che si tratta di una galassia a spirale barrata.